# Triteleia
Triteleia Douglas ex Lindl., 1830 è un genere di piante monocotiledoni della famiglia Asparagaceae, note anche come gigli tripletti.
Le 16 specie sono originarie della zona occidentale del Nord America, dalla Columbia Britannica verso sud fino alla California e verso est fino al Wyoming ed all'Arizona, con una specie nel Messico nordoccidentale. Tuttavia, sono più comuni in California. Sono piante perenni che crescono da un bulbo fibroso sferico. Il nome è dovuto al fatto che tutte le parti dei loro fiori sono divise in gruppi da tre.

## Tassonomia
La revisione del 2009 dell'Angiosperm Phylogeny Group ha collocato il genere Triteleia nella famiglia Asparagaceae, sottofamiglia Brodiaeoideae (precedentemente considerata come una famiglia separata, le Themidaceae). Altri autori moderni la collocano nella famiglia delle Alliaceae. Entrambe queste famiglie appartengono all'ordine Asparagales.
Attualmente sono riconosciute 16 specie di Triteleia:

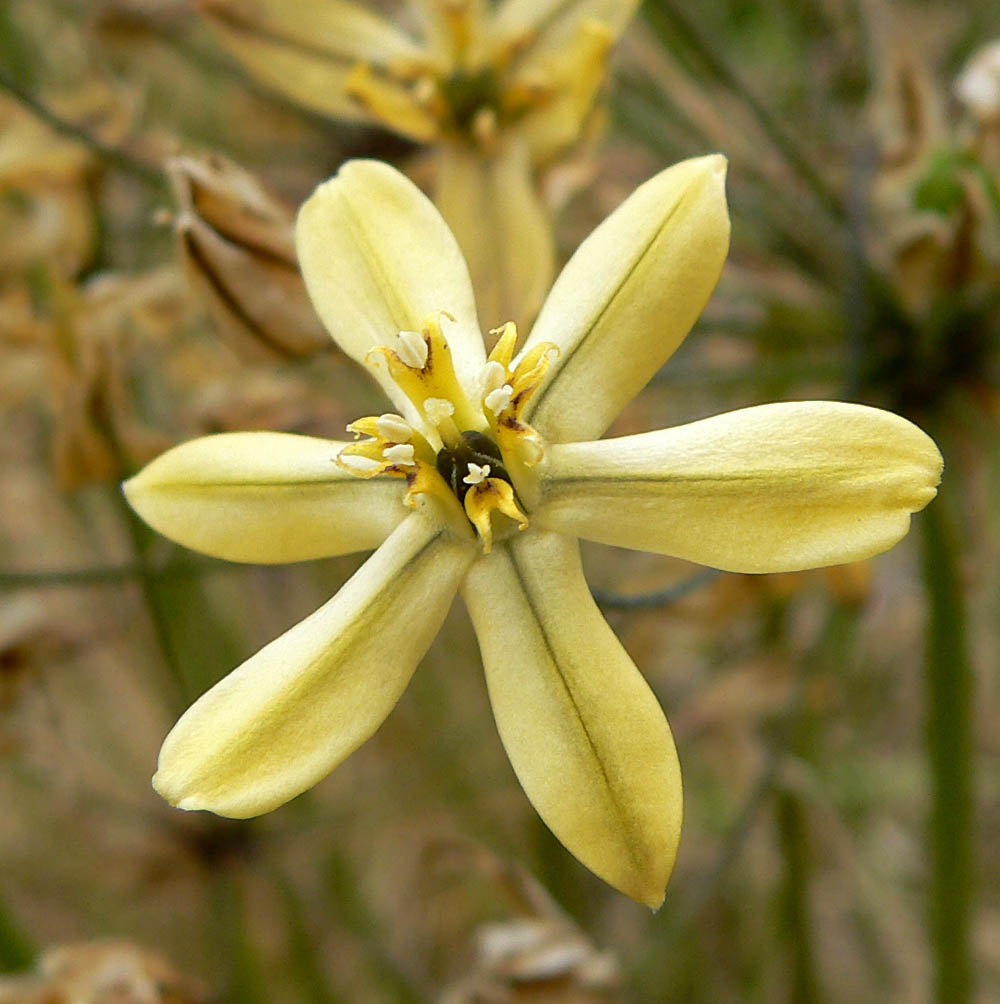
Fiore di Triteleia ixioides

- Triteleia bridgesii (S.Watson) Greene
- Triteleia clementina Hoover
- Triteleia crocea (Alph.Wood) Greene
- Triteleia dudleyi Hoover
- Triteleia grandiflora Lindl.
- Triteleia guadalupensis L.W.Lenz
- Triteleia hendersonii Greene
- Triteleia hyacinthina (Lindl.) Greene
- Triteleia ixioides (Dryand. ex W.T.Aiton) Greene
- Triteleia laxa Benth.
- Triteleia lemmoniae (S.Watson) Greene
- Triteleia lilacina Greene
- Triteleia lugens Greene
- Triteleia montana Hoover
- Triteleia peduncularis Lindl.
- Triteleia piutensis Kentner & K.E.Steiner
- Triteleia × versicolor Hoover

In particolare Triteleia ixioides ha cinque sottospecie definite. Sono state proposte varietà e sottospecie per numerose altre specie di Triteleia, ma queste proposte non sono più ampiamente accettate. Alcune specie comuni ora presenti nel genere Triteleia erano in passato inserite nel genere Brodiaea e pertanto il termine "brodiaea" è incluso in alcuni dei loro nomi comuni.